# 宁海路街道
宁海路街道是江苏省南京市鼓楼区下辖的一个街道办事处。辖区面积3.93平方千米，人口128588人。下辖9个社区：
1. 颐和路社区
2. 仙霞路社区
3. 天津新村社区：江苏省政府北侧，
4. 北京西路社区
5. 山西路社区
6. 康藏路社区
7. 古林社区：包括古林公园附近
8. 三步两桥社区
9. 苏州路社区